# Forest of Dean
El Bosc de Dean (en anglès: Forest of Dean; en gal·lès: Fforest y Ddena) és una regió geogràfica, històrica i cultural situada a la part occidental del comtat de Gloucestershire, Anglaterra, amb una bona part de la superfície forestal dins del comtat de Monmouthshire (gal·lès : Sir Fynwy), al país de Gal·les. Forma un altiplà força triangular delimitat pel riu Wye a l'oest i al nord-oest, Herefordshire al nord, l'estuari del riu Severn al sud i la ciutat de Gloucester a l'est.
La zona es caracteritza per tenir més de 110 km quadrats de bosc mixt, un dels boscos més antics supervivents a Anglaterra. Una gran àrea estava reservada per a la caça reial abans de 1066, i es va mantenir com el segon bosc de la corona més gran d'Anglaterra, després del New Forest. Encara que el nom s'utilitza lliurement per referir-se a la part de Gloucestershire entre Severn i Wye, el bosc de Dean, pròpiament dit, ha cobert una àrea molt més petita des de l'edat mitjana. El 1327, es va definir per cobrir només el domini reial i parts de les parròquies dins del hundred de St Briavels, i després de 1668 només comprenia el domini reial. El bosc pròpiament dit es troba dins de les parròquies civils de West Dean, Lydbrook, Cinderford, Ruspidge i Drybrook, juntament amb una franja de terra a la parròquia d' English Bicknor.
Tradicionalment les principals fonts de treball han estat la silvicultura – inclosa la producció de carbó vegetal – treball del ferro i mineria del carbó. Els estudis arqueològics han datat l'ús més antic del carbó a l'època romana per a la calefacció domèstica i processos industrials com la preparació de mineral de ferro.
L'àrea dona el seu nom al districte del govern local, Forest of Dean, i a una circumscripció parlamentària, tots dos cobreixen àrees més àmplies que l'històric "Forest of Dean". El centre administratiu de l'autoritat local és Coleford, una de les principals ciutats de la zona històrica del Bosc de Dean, juntament amb Cinderford i Lydney.
Es desconeix l'origen concret del nom. La prevalença de topònims gal·lesos a la zona suggereix una possible corrupció de din (que significa "fort"). Tanmateix, elements similars o idèntics de l'anglès antic existeixen a tot Anglaterra. En gal·lès modern, Forest of Dean és Fforest y Ddena.
Gerald de Gal·les, escrivint al segle XII, es refereix a la zona com Danubia (no s'ha de confondre amb el riu Danubi) que es pot traduir com "terra de danesos", arran dels assentaments víkings d'aquesta època. És possible que a partir d'això es desenvolupi un nom original, Dene, fins avui dia.

## Història

### Prehistòria
L'àrea va ser habitada en època mesolítica, i també hi ha restes de monuments megalítics posteriors, incloent-hi Longstone(pedra llarga) prop de Staunton i Broadstone(pedra ampla) a Wibdon, Stroat. S'han identificat túmuls a Tidenham i Blakeney. S'han identificat sistemes de camp de l'Edat del Bronze a Welshbury Hill, prop de Littledean, i hi ha forts en turons de l'Edat del Ferro a Symonds Yat i Welshbury. Hi ha proves arqueològiques del primer comerç per mar, probablement a través de Lydney. Abans de l'època romana, l'àrea podria haver estat ocupada per la tribu britànica delsDobunni, encara que poques de les seves monedes s'han trobat a la zona i el control podria haver estat disputat amb els veïns Silures.

### LaBritanniaromana
La zona va ser ocupada pels romans al voltant de l'AD 50. Van ser-hi atrets pels seus recursos naturals que inclouen mineral de ferro, ocre i carbó vegetal. La indústria de la mineria del carbó es va establir probablement a petita escala. L'àrea estava governada des de la ciutat romana d' Ariconium a Weston under Penyard prop de Ross-on-Wye, i des d'allà es va construir una carretera fins a un pas del riu a Newnham a Severn i al port a Lydney. Es creu que la "Dean Road", encara visible a Soudley, és una reconstrucció medieval de la via romana, i hauria estat una ruta important per transportar mineral de ferro i productes metàl·lics acabats. Durant l'època romana hi havia vil·les romanes a Blakeney, Woolaston i altres llocs, i cap al final del període romà, cap a l'any 370 dC, es va completar un important complex de temples romà dedicat al déu Nodens a Lydney. Es creu que les parts centrals dels boscos del bosc estaven protegides/reservades per a la caça des de l'època romana.

### Medieval

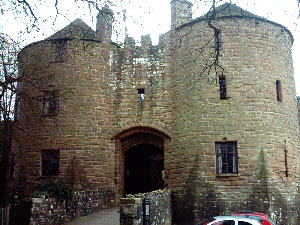
Castell de St Briavels

La història de la zona és obscura durant diversos segles a la Gran Bretanya subromana, encara que en diferents moments podria haver format part dels regnes gal·lesos de Gwent i Ergyng, i les penínsules de Beachley i Lancaut a l'est del Lower Wye van romandre sota control gal·lès almenys fins al segle VIII. Cap a l'any 790, el rei saxó Offa de Mèrcia va construir el seu dic alt damunt el Wye, per marcar el límit amb els gal·lesos. El bosc de Dean va passar llavors a control de la diòcesi de Hereford. Al llarg dels segles següents, els víkings van dur a terme incursions pel Severn, però al segle xi, el regne de Wessex hi havia establert un govern civil. El nucli del bosc va ser utilitzat pels últims reis anglosaxons de Wessex i Mèrcia, i després de 1066 pels normands, com a terreny personal de caça. La zona es va mantenir proveïda de cérvols i senglars i es va convertir en important per a la fusta, el carbó vegetal, el mineral de ferro i la pedra calcària.
El Hundred de Sant Briavels es va establir al segle XII, al mateix temps que es van posar en marxa moltes lleis normandes que afectaven el Bosc de Dean. El castell de St Briavels es va convertir en el centre administratiu i judicial del bosc. Els guardaboscos van ser designats per actuar en nom del rei i protegir els seus drets reials, i la gent local va rebre alguns drets comunals. L'abadia de Flaxley es va construir i es van donar drets i privilegis. El 1296, els miners del Hundred de St Briavels van donar suport al rei Eduard I en el setge de Berwick-on-Tweed a les guerres d'independència escocesa soscavant les defenses de la ciutat, llavors escocesa, en el primer pas de la seva campanya per apoderar-se d'Escòcia que estava en mans de John Balliol. Com a resultat, el rei va concedir drets de mineria lliures dins del bosc als miners i als seus descendents; els drets continuen fins als nostres dies. Els miners d'aquella època es dedicaven principalment a l'extracció del mineral de ferro, tot i que la presència de carbó era ben coneguda i en l'època romana se n'havien extret quantitats limitades. El carbó no s'utilitzava per a la fabricació de ferro amb els mètodes de fosa que s'utilitzaven llavors. Més tard, els drets de "freeminer" es van utilitzar principalment per a la mineria del carbó. Les activitats dels miners estaven regulades pel Tribunal de Mines. Aquesta, i altres formes d'autogovern, juntament amb l'aïllament geogràfic del bosc entre els rius Severn i Wye, ha donat lloc a un fort sentiment d'identitat cultural entre els habitants de la zona, que es coneixen col·lectivament com "Foresters". Els antics drets es van incloure als llibres de lleis a la Llei de Dean Forest (Mines) Act de 1838, l'únic acte públic que afectava els particulars. Els residents de més de 18 anys poden pasturar ovelles al bosc d'acord amb un acord entre Forestry England i la Commoners Association.
L'octubre de 2010 una dona va guanyar el dret a ser reconeguda com a Freeminer. Elaine Morman, una empleada de Clearwell Caves al Bosc, qui havia treballat com a minera d'ocre durant uns quants anys, va presentar una reclamació per discriminació sexual contra la Comissió Forestal. Després que el diputat Mark Harper va plantejar l'assumpte a la Cambra dels Comuns, la Comissió Forestal va revertir la seva posició i va acceptar registrar-la.

### Període modern primerenc

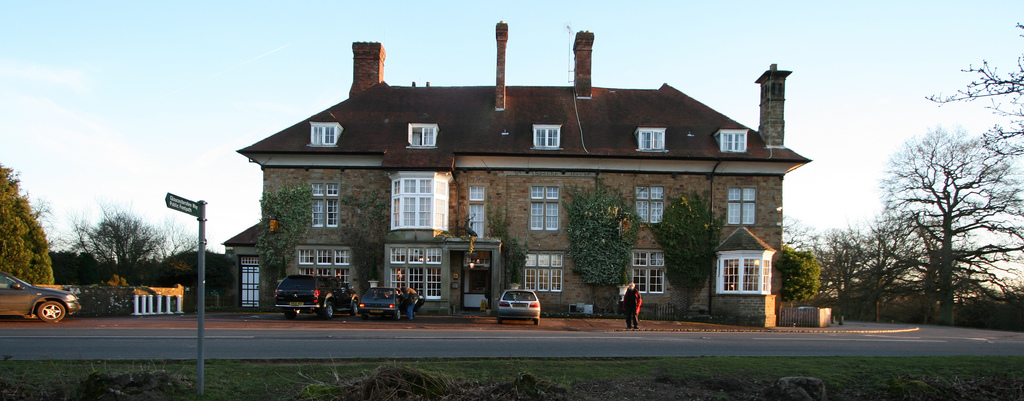
Speech House (antic edifici de debat local)

El bosc va ser utilitzat exclusivament com a reserva reial de caça dels Tudor, i posteriorment com a font d'aliments per a la cort reial. Els seus rics dipòsits de mineral de ferro van fer que es convertís en una font important de ferro. La fusta del bosc era especialment fina i es considerava el millor material per a la construcció de vaixells.
Al segle xvii, com a conseqüència de la decisió del rei Carles I de governar sense Parlament, va intentar recaptar les finances mitjançant subvencions de terres forestals reials. 3,000 acres (1,200 ha) del Bosc de Dean va ser desforestada a la dècada de 1620, provocant una sèrie d'avalots el 1631–32; això va formar part dels disturbis dels enclosure al sud-oest anglès conegut comunament com l'aixecament occidental. El 1639, 22,000 acres (8,900 ha) estaven desforestades, amb 4,000 acres (1,600 ha) per als lords terratinents i als propietaris lliures en compensació. 18,000 acres (7,300 ha) havien d'anar a la Corona i ser venuts a Sir John Winter. Es van produir disturbis el 1641. La reclamació de Winter sobre les terres va ser anul·lada pel Parlament el març de 1642, en part perquè no havia pagat. Els seus béns van ser segrestats per donar suport a la Corona durant la Guerra Civil. El Protectorat va intentar tancar un terç del bosc l'any 1657, deixant-ne dos terços als plebeus. Tot i que era un tracte relativament generós, va provocar resistència l'abril i maig de 1659, quan es van trencar les tanques de nous recintes i es va portar bestiar a pasturar on sempre s'havia fet. Els reialistes, inclòs Edward Massey, van intentar portar els descontentats cap al costat de Carles II.
Després de la restauració, Sir John Winter va reafirmar amb èxit el seu dret al bosc de Dean. Tanmateix, la llei forestal es va restablir per llei del Parlament el 1668. L'any 1672 es van tancar les foneries del Rei per reduir la pressió sobre el bosc per part de la mineria. La Speech House, entre Coleford i Cinderford, va ser construïda l'any 1682 per acollir el Tribunal de la Llei de Mines i el "Tribunal del Discurs", una mena de parlament per als Verderers i els Miners Lliures que gestionaven el bosc, la caça i els recursos minerals. El Gaveller i el seu adjunt eren els responsables de l'arrendament de les gales –zones destinades a la mineria– en nom de la Corona. La Speech House s'utilitza com a fonda i hotel des del segle xix.

### Malestar en època georgiana
Durant el segle xviii, els il·legals van establir llogarets de construcció tosca als marges de la finca forestal de la Corona. Cap al 1800, aquests assentaments estaven ben establerts en forma dels actuals pobles de Berry Hill i Parkend .
El bosc de Dean, amb les seves enormes reserves de mineral de ferro i el subministrament de fusta, havia tingut una importància nacional en la producció de ferro, utilitzant carbó vegetal, durant centenars d'anys. Malgrat l'abundància de carbó, no es va utilitzar per produir coc per a la fosa, i els ferrocarrils locals es van mostrar reticents a invertir en noves tecnologies. Va ser durant l'última dècada del segle xviii que, finalment, es van construir forns de coc a Cinderford, Whitecliff i Parkend Ironworks, gairebé simultàniament.
El 1808, el Parlament va aprovar la Llei Dean Forest (fusta) Act, que incloïa la disposició de tancar 11,000 acres (4,500 ha) de bosc. Aquest recinte es va dur a terme entre 1814 i 1816.
Hi va haver disturbis del pa el 1795 i el 1801. Els forestals comuns ja estaven afectats per la pobresa i la seva situació havia empitjorat. Se'ls va denegar l'accés a les zones tancades i no van poder caçar ni treure fusta. En particular, van perdre els seus antics drets de pasturatge i mineria.
A mesura que el malestar creixia, un populista anomenat Warren James va aparèixer com a líder en els disturbis contra els recintes vetats als comuns. Els intents de resoldre pacíficament l'assumpte van fracassar, i el 8 de juny de 1831, James, al capdavant de més de 100 Foresters, va enderrocar el recinte de Park Hill, entre Parkend i Bream. Al voltant de 50 oficials de la Corona, desarmats, no van poder intervenir. El divendres, un grup de 50 soldats va arribar des de Monmouth, però ara el nombre de Foresters havia crescut fins als 2.000 i els soldats van tornar a les casernes. Durant els dies següents van arribar més tropes d'arreu del país. La resistència dels Foresters es va enfonsar i la majoria dels arrestats van triar reconstruir els recintes, en lloc de ser acusats d'avalots. James va ser condemnat a mort, però més tard la seva condemna va ser commutada per serveis de transport (a galeres). Va ser enviat a Van Diemen's Land (Tasmània) l'octubre de 1831, només per ser perdonat cinc anys més tard, tot i que mai va tornar a casa.
Els conservadors no eren ben rebuts al bosc de Dean; el dia de la votació de 1874, hi va haver un motí a la ciutat del mercat de Cinderford en què la seu del partit conservador i les cases properes van ser saquejades i danyades.

### "Qui va matar els óssos?"
El 26 d'abril de 1889, quatre francesos i els seus dos óssos es dirigien a Ruardean, després d'haver actuat a Cinderford. Van ser atacats per una multitud enfurismada, enfurismada per les afirmacions que els óssos havien matat un nen i van ferir una dona. Els óssos van ser assassinats i els francesos molt colpejats.
Aviat va quedar clar que els óssos no havien atacat ningú. Els procediments policials van seguir i una setmana més tard, 13 miners i treballadors van comparèixer davant els magistrats de Littledean, acusats de maltractar i matar els óssos i agredir els francesos. Tots menys dos van ser declarats culpables d'un o més càrrecs, amb un altre condemnat una setmana després. Un total de 85 £ (equivalent a £10,000 el 2021) va ser pagat en multes. També es va posar en marxa una abonament que compensava generosament els francesos.
El terme "Qui va matar els óssos?" va existir durant molts anys com un insult, dirigit especialment a la gent de Ruardean, malgrat que tots els condemnats eren de Cinderford.
Dennis Potter va utilitzar una versió fictícia de l'incident per a la seva obra de televisió A Beast With Two Backs .

### Auge i davallada de la industrialització

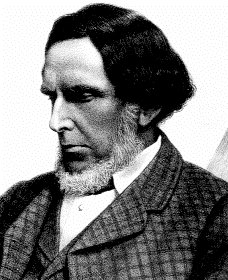
Robert Forester Mushet (1811–1891), pioner de la indústria siderúrgica

L'explotació del carbó del bosc de Dean es va desenvolupar ràpidament a principis del segle xix amb l'augment de la demanda de les ferreries locals. Quan s'hi van construir alguns dels primers tramvies del Regne Unit per transportar carbó als ports locals, la zona es va transformar pel creixement de la mineria i la producció de ferro i acer.
El 1818–19 David Mushet va construir Darkhill Ironworks, on va experimentar amb la fabricació de ferro i acer. L'any 1845, el seu fill cadet, Robert Forester Mushet, es va fer càrrec de la seva gestió. Va perfeccionar el procés Bessemer resolent els problemes de qualitat que enterbolien l'èxit del procés. En un segon avenç clau en la metal·lúrgia, va inventar l'acer Mushet (RMS) el 1868. Va ser el primer acer d'eina veritable i el primer acer d'enduriment per aire. Va revolucionar el disseny de les màquines-eina i el progrés de la metal·lúrgia industrial, i va ser el precursor de l'acer d'alta velocitat. Les restes de Darkhill es conserven com a jaciment arqueològic industrial d'importància internacional i estan obertes al públic.
Cinderford es va establir com una ciutat planificada a mitjans del segle xix, però la forma característica d'assentament es va mantenir en els llogarets extensos de cases de camp situades a l'atzar. Les característiques compartides amb altres localitzacions del carbó britàniques, com ara la devoció per l'esport, el paper central dels clubs de miners i la formació de bandes de música, van crear una identitat comunitària clara.
A finals del segle xix i principis del XX, el Bosc era una regió industrial complexa amb mines de carbó profundes, mines de ferro, treballs de ferro i llauna, foneries, pedreres i treballs de pedreria, destil·lacions de fusta produint productes químics, una xarxa de ferrocarrils i nombrosos tramvies. La tradició d'independència de la zona va donar lloc a un gran nombre de mines més petites i no necessàriament reeixides econòmicament. El 1904, el Gaveller va supervisar un període de fusió de mines de carbó que va permetre enfonsar mines més profundes. Durant l'inici del segle xx, la producció anual del jaciment carboní rarament baixava d'un milió de tones.

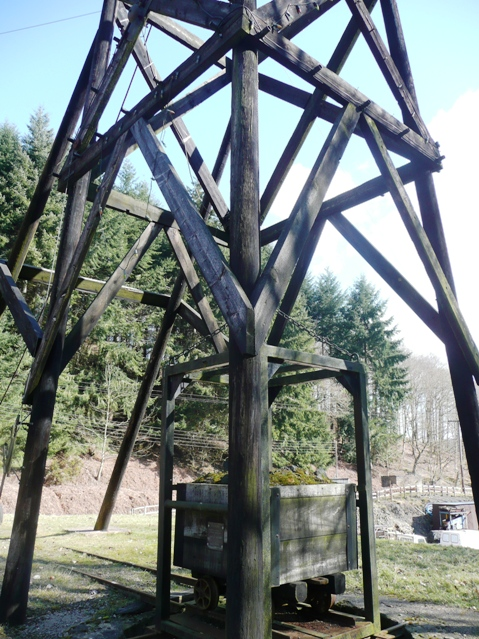
Part de l'estructura de la capçalera del pou de mina al museu Hopewell Colliery.

El 1945, la meitat de la població activa masculina treballava a la indústria del carbó, però després de la Segona Guerra Mundial van augmentar els costos de bombeig i, juntament amb altres factors, van fer que el jaciment carbonífer fos menys econòmic. L'última mina comercial de ferro es va tancar el 1946 i, el 1965, es va tancar l'última gran mineria, Northern United. Encara hi ha petites mines privades en funcionament, operades per freeminers i, concretament, Hopewell Colliery està oberta al públic.
Amb el declivi de les mines, la zona ha experimentat un període de canvis significatius, millorat en certa manera per una redirecció cap a l'alta tecnologia, amb empreses que s'instal·len a la zona, atretes per subvencions i una mà d'obra disposada.

### Destinació de visitants
Actualment, moltes mines han estat recuperades pel bosc i la zona es caracteritza per un paisatge pintoresc marcat per restes de l'època industrial i petites ciutats. Encara queden diverses zones industrials, però l'objectiu s'ha centrat en la capitalització del paisatge i la creació de llocs de treball a partir dels atractius turístics i del sector de l'oci. Un nombre significatiu de residents treballen fora de la zona, desplaçant-se a Gloucester, Cheltenham, Bristol, Newport i Cardiff.

## Història Natural

### Geologia
El bosc de Dean està format per una conca elevada de roques paleozoiques plegades durant l'orogènia varisca, similar al jaciment de carbó de Gal·les del Sud a l'oest. Resseguida per sota de capes espesses de l'Antiga Pedra Sorrenca vermella, la conca s'omple de calcàries carboníferes, calcàries i capes de carbó, tots els quals han contribuït a la història industrial de la regió. El seu punt més alt és el turó Ruardean (290 m, 950 peus).

### Ecologia

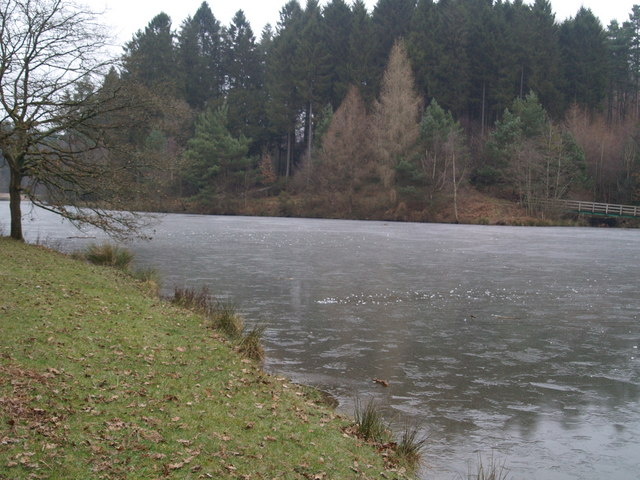
Llac a Mallards Pike, glaçat durant l'hivern.

El bosc està format per arbres caducifolis i perennifolis. Predomina el roure, tant penolat com de fulla grossa. El faig és comú i el castanyer ha crescut aquí des de fa molts segles. El bosc és llar de les didaleres i altres flors silvestres. Les coníferes inclouen algun pi de Weymouth de 1781, avet roig, avet Douglas i làrix. Els cérvols són majoritàriament daines i són presents des de la segona guerra mundial i n'hi ha al voltant de 300 (no hi havia cap cérvol des de 1855 quan es van retirar d'acord amb una llei del Parlament). Una sèrie de daines a la zona central són melanístiques. Un petit nombre de cabirols i cérvols muntjac s'han estès des de l'est.
El bosc és llar també del senglar ; el nombre exacte es desconeix però supera el centenar. Van ser reintroduïts il·legalment al bosc l'any 2006. Una població de senglars de la zona de Ross-on-Wye, a la vora nord del bosc, es va escapar d'una granja de senglars cap a l'any 1999 i es creu que és d'origen pur d'Europa de l'Est; en una segona introducció, un ramat domèstic es va abocar a prop de Staunton el 2004, però no són senglars de raça pura. – Els intents de localitzar l'origen dels abocadors il·legals no han tingut èxit. Ara el senglar es pot trobar a molts indrets del Bosc.
A nivell local hi ha sentiments contradictoris sobre la presència del senglar. Els problemes han inclòs l'arrencament de jardins i zones de pícnic, atacs a gossos i cavalls, accidents de trànsit i arrencades de bosses d'escombraries. L'ajuntament va fer una consulta pública i ha recomanat als verderers que cal fer un control. En virtut de les seves obligacions internacionals, el govern del Regne Unit està obligat a considerar la reintroducció d'espècies extingides per les activitats de l'home, inclòs el senglar.
El bosc de Dean és conegut pels seus ocells de bosc; A l' RSPB Nagshead i a altres parts del bosc es poden veure mosquers, cotxes cua-roja, mosquiters de bosc, picot tacat petit, caprimúlgids i durbecs. El bosc mixt dona suport a la millor concentració d'astors de Gran Bretanya que van ser introduïts pels falconers, i un lloc d'observació a New Fancy és tripulat durant els mesos de febrer i març. Els falcons pelegrins es poden veure des del mirador de la roca Symonds Yat. Els ànecs mandarins, que nidifiquen als arbres, i les boscarles es poden veure a Cannop Ponds i Cannop Brook, que va des dels estanys a través de Parkend, és famós per les seves aigüeroles.
Destaquen les papallones: el petit fritillary vorejat de perles, la fusta blanca i l'almirall blanc. Gorsty Knoll és famós pels seus cucs brillants i el llac Woorgreens per les seves libèl·lules.
El bosc de Dean també és un reducte per a l'única serp verinosa de la Gran Bretanya, l'escurçó europeu, encara que ara es creu que la seva població està en declivi dramàtic.

### Geografia
Les llistes següents inclouen ciutats, pobles i llocs d'interès que es troben dins o adjacents al bosc històric; no inclouen llocs que es troben fora d'aquesta zona, però que es troben dins de l'àrea més gran del Consell de Districte .
Pobles i poblets ((veure la versió en anglès de la pàgina))
Llocs d'interès((veure la versió en anglès de la pàgina))

## Transport

### Carreteres
L' A40 recorre els límits nord i nord-est del bosc de Dean. La carretera proporciona al bosc una connexió directa amb Ross-on-Wye i la M50 a Herefordshire. En direcció oest, la carretera va cap a Monmouth i el sud de Gal·les. A l'est, la carretera enllaça el bosc directament amb Gloucester, la M5, Cheltenham i Oxford. Al nord del bosc, la carretera és gestionada per Highways England.
Al sud-est del bosc, l' A48 enllaça la regió amb Chepstow, la M4 i Newport, o Gloucester. Aquesta ruta passa per la zona de Lydney i segueix el curs del riu Severn.
Altres rutes importants són:
- l' A4136 - Huntley fins a Monmouth, passant per Mitcheldean i Coleford
- l' A4151 - Westbury-on-Severn fins a Mitcheldean via Cinderford

Els nivells de diòxid de nitrogen (NO2), mesurats amb tubs de difusió a la vora de la carretera, generalment estan molt per sota (és a dir, són positivament bons) de l'objectiu nacional del Regne Unit per a l'aire net, establert en 40 μg/m³ (micrograms per metre cúbic). El 2017, cap dels llocs de vigilància a les carreteres del districte del bosc de Dean no va incomplir l'objectiu del Regne Unit. El lloc més contaminat mesurat va ser a Lydney High Street, amb una concentració mitjana de NO2 el 2017 de 36,9. μg/m³, per sota dels 40 μg/m³ que marca el límit. Per comparar, el nivell de NO2 a la ciutat de Barcelona manté una mitjana anual per sobre dels 40 μg/m³.

### Ferrocarrils
Plantilla:Railways of the Forest of Dean
El bosc de Dean va presumir d'una xarxa ferroviària desenvolupada, gran part de la qual va evolucionar a partir de plaques construïdes a principis del segle xix per facilitar el trànsit de mercaderies cap a i des de les explotacions minerals del bosc. Moltes d'aquestes línies formaven part del Severn &amp; Wye Railway, que anava des del riu Severn a Lydney fins a Cinderford, amb ramals fins a Lydbrook, on connectava amb el Ross &amp; Monmouth Railway, i Coleford, on enllaçava amb el Wye Valley Railway mitjançant una línia coneguda com a Coleford Railway. El ferrocarril Forest of Dean també va anar cap a Cinderford i les seves mines properes, ramificant-se des del ferrocarril de South Wales a Bullo Pill. El menys reeixit Forest of Dean Central Railway va intentar competir amb les altres línies pel trànsit de carbó, però es va quedar obsolet per l'obertura del Mineral Loop, una nova línia oberta per Severn & Wye per connectar una sèrie de caps de fosa. La majoria d'aquests ferrocarrils ara deixen d'existir, amb la majoria dels ferrocarrils del bosc abandonats el 1968. Una secció del ferrocarril Dean Forest entre Lydney Junction i Norchard és ara un ferrocarril patrimonial.
La línia Gloucester-Newport continua transportant passatgers. L'estació de tren de Lydney dona servei al bosc de Dean, amb 0,196 milions d'entrades i sortides de passatgers el 2017-18. L'estació és servida per trens operats per Transport for Wales, que uneixen el bosc directament amb Cheltenham i Gloucester al nord, i Chepstow, Newport, Cardiff i altres destinacions al sud de Gal·les. CrossCountry ofereix serveis limitats a l'estació, enllaçant el bosc amb Birmingham New Street i les destinacions posteriors a les Midlands.

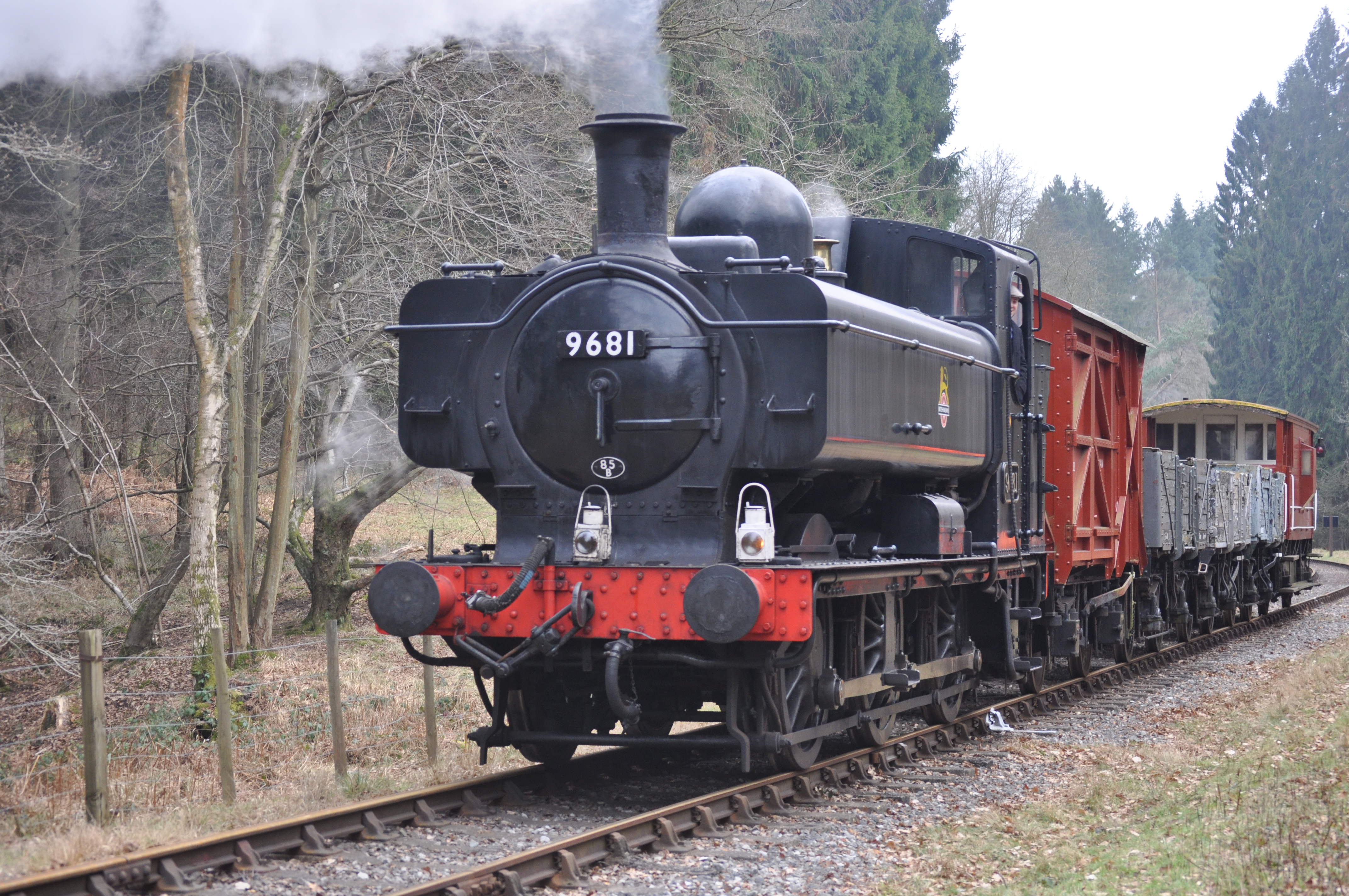
Dean Forest Railway prop de Parkend.

## Persones cèlebres
- Wayne Barnes (nascut el 1979), àrbitre internacional de rugbi, vivia a Bream i jugava al Bream RFC.[50]
- John Berger (1926–2017), novel·lista anglès. Els escrits sociològics de Berger inclouen A Fortunate Man: The Story of a Country Doctor (1967); el llibre està ambientat al bosc de Dean.[51]
- El reverend Stuart Blanch (1918–1994), arquebisbe de York, va néixer a Viney Hill, Blakeney .
- Jane Couch (nascuda el 1968), guanyadora de cinc títols mundials femenins de boxa, viu a Lydney.
- Els membres de la banda EMF són de Cinderford.[52]
- Winifred Foley (1914–2009), autora, que va escriure sobre la seva infància al bosc, va néixer a Brierley.[53]
- Sir Arthur Hulin Gosling FRSE (1901–1982) Director general de la Comissió Forestal nascut i criat a Forest of Dean[54]
- Dr Cyril Hart OBE (1913–2009), Verderer del Forest of Dean, autor, expert forestal i historiador, nascut al bosc i va viure a Coleford .
- FW Harvey (1888–1957), un poeta conegut especialment per les seves obres durant la Primera Guerra Mundial, va viure a Yorkley i va exercir com a advocat a Lydney.[55]
- Emma Hatton (nascuda el 1983), estrella del teatre musical del West End, Wicked, Evita, We Will Rock You, nascuda a Coleford.
- Edna Healey (1918–2010), autora i dona de Denis Healey (1917–2015), va néixer al bosc i va viure a Coleford.[56]
- James (1844–1921) i William Horlick (1846–1936), els inventors de la llet malta en pols que van donar nom a Horlicks, van néixer a Ruardean.[57]
- Herbert Howells (1892–1983), compositor conegut per la seva música d'església anglicana, nascut a Lydney.[58]
- Steve James (jugador de cricket) (nascut el 1967), antic batedor d'Anglaterra / Glamorgan i ara periodista esportiu del Telegraph, va néixer a Lydney i va jugar a cricket i rugbi a la ciutat.[59]
- Warren James (1792–1841), un líder de miners que va dirigir els Miners Lliures a l'acció contra la Corona, va néixer a la vora de Parkend.[60]
- John McAfee (1945–2021), programador informàtic, home de negocis i activista polític, va néixer a una base de l'exèrcit nord-americà a Cinderford.
- Joe Meek (1929–1967), productor discogràfic i compositor de ' Telstar ' va néixer a Newent el 1929.[61]
- David Mushet (1772–1847), metal·lúrgic escocès que va ser pioner en les tècniques de producció de ferro, va viure a Coleford entre 1810 i 1844.[62]
- Robert Forester Mushet (1811–1891), que va descobrir una manera de perfeccionar el procés Bessemer i que va produir els primers aliatges comercials d'acer, va néixer a Coleford.[63]
- Valerie Grosvenor Myer (1935–2007), novel·lista i historiadora de la literatura, nascuda i va viure durant 21 anys a Lower Soudley.[64]
- Dennis Potter, autor i dramaturg que utilitzava sovint la regió com a escenari en la seva obra, va néixer prop de Coleford.[65]
- Shoo Rayner (nascut el 1956), autor de llibres infantils, il·lustrador i personalitat de YouTube.
- JK Rowling (nascut el 1965), autor de la sèrie de Harry Potter, va viure a l'extrem sud del bosc de Tutshill entre 1974 i 1983.[66] Ella estableix diversos capítols crucials del seu darrer llibre de Harry Potter en aquest bosc.[67]
- Johannes Urzidil (1896–1970), l'escriptor bohemi alemany nascut a Praga a l'exili, va viure amb la seva dona, la poeta Gertrude Urzidil, des de 1939 fins a 1941 a Viney Hill i va escriure contes i assajos sobre el bosc de Dean i la gent que hi vivia.[68]
- Dick Whittington (c. 1354–1423), també conegut com a Richard Whittington i que més tard esdevingué Lord alcalde de la ciutat de Londres, va néixer a Pauntley, actualment part del districte de Forest of Dean.[69]
- Jimmy Young (1921–2016), DJ de BBC Radio 1 i BBC Radio 2 va néixer a Cinderford.[70]

## A la premsa i mitjans
- La banda de heavy metal Black Sabbath va llogar Clearwell Castle el 1973 per escriure i gravar el seu cinquè àlbum, Sabbath Bloody Sabbath. La banda va assajar al calabós del castell per inspirar-se.[71] El 1978, els membres de Led Zeppelin es van reunir de nou al castell després d'un període de separació, i van començar a escriure i assajar el que va ser el seu àlbum In Through the Out Door.[72]
- L'any 1998 la zona va ser coberta a les notícies nacionals, ja que estava passant per una mala epidèmia d'heroïna i diversos joves van patir una sobredosi mortal en un curt període.[73]
- La novel·la Harry Potter i les relíquies de la mort conté un capítol ambientat al bosc de Dean. També apareix a la primera de dues pel·lícules del mateix nom. L'autor de la sèrie JK Rowling ha afirmat en entrevistes que el personatge Rubeus Hagrid va néixer a la regió.
- L'autobiografia del veterà de la Segona Guerra Mundial Colin Hall Dropped In It inclou un capítol sobre la seva lluita per tenir una nova dona i un fill al bosc subdesenvolupat de Dean a finals de la dècada de 1940.[74]
- La BBC i ITV han filmat sèries de televisió al bosc i als voltants. El drama de ciència-ficció de principis dels anys vuitanta Blake's 7 utilitzava diverses localitzacions; un episodi del revival de Steven Moffat de Doctor Who també s'ha filmat a la zona. Les escenes de la sèrie dramàtica de la BBC Merlin es van rodar al bosc. A la primera sèrie del thriller de ciència-ficció d'ITV Primeval, el bosc ocupa un lloc destacat quan diverses criatures prehistòriques s'escapen al món a través d'una anomalia en les profunditats del bosc i també és on l'esposa del personatge principal Nick Cutter havia desaparegut. [ <span title="This claim needs references to reliable sources. (May 2022)">Cita necessària</span> ]
- Parts de Pennies from Heaven (1978) de Dennis Potter tenen lloc, i es van filmar, al bosc de Dean, igual que les escenes de la infància del seu El detectiu cantant. La seva obra autobiogràfica Blue Remembered Hills està ambientada al bosc de Dean.
- El gener de 2011, 3.000 manifestants es van reunir en una concentració organitzada per Hands off our Forest, per protestar contra la proposta de venda de boscos públics del govern del Regne Unit.[75]
- El juliol de 2014, es van rodar escenes de Star Wars: The Force Awakens a Puzzlewood.[76]
- L'any 1967, l'obra sociològica de John Berger A Fortunate Man es va ambientar al bosc de Dean. Una pel·lícula del mateix nom es va rodar al Forest of Dean el 1972.[77][78]